# Diacamma
Diacamma is een geslacht van vliesvleugelige insecten van de familie Mieren (Formicidae).

## Soorten
- D. assamense Forel, 1897
- D. australe (Fabricius, 1775)
- D. baguiense Wheeler, W.M. & Chapman, 1925
- D. bispinosum (Le Guillou, 1842)
- D. ceylonense Emery, 1897
- D. colosseense Forel, 1915
- D. cupreum (Smith, F., 1860)
- D. cyaneiventre André, 1887
- D. holosericeum (Roger, 1860)
- D. indicum Santschi, 1920
- D. intricatum (Smith, F., 1857)
- D. jacobsoni Forel, 1912
- D. leve Crawley, 1915
- D. longitudinale Emery, 1889
- D. palawanicum Emery, 1900
- D. pallidum (Smith, F., 1858)
- D. panayense Wheeler, W.M. & Chapman, 1925
- D. purpureum (Smith, F., 1863)
- D. rugivertex Emery, 1902

- D. rugosum (Le Guillou, 1842)
- D. scalpratum (Smith, F., 1858)
- D. schoedli Shattuck & Barnett, 2006
- D. sericeiventre Stitz, 1925
- D. tritschleri Forel, 1897